# Cocoron
Cocoron (ココロン?, Kokoron) è un videogioco a piattaforme del 1991 per Famicom.
Un remake del videogioco dal titolo PC Cocoron era previsto per PC Engine, tuttavia non venne mai distribuito.